# اشغال کمپ حامیان فلسطین در دانشگاه آمستردام
در ۶ مه ۲۰۲۴، دانشجویان دانشگاه آمستردام (UvA) برای حمایت از فلسطینیان در غزه و درخواست اقدام از سوی مدیران، یک اشغال اعتراضی طرفدار فلسطین در محوطه دانشگاه روترسیلند ایجاد کردند. این اولین مورد از سلسله اعتراضات طرفدار فلسطین در محوطه دانشگاه‌ها در سراسر هلند بود. در ۷ مه، ۱۶۹ نفر هنگامی که پلیس از بولدوزر برای شکستن سنگرها پس از امتناع معترضان از خروج استفاده کرد، بازداشت شدند.